# Brève à capuchon
Pitta sordida
Espèce
Statut de conservation UICN

 LC  : Préoccupation mineure
La Brève à capuchon (Pitta sordida) est une espèce de passereau appartenant à la famille des Pittidae.

## Description
La brève à capuchon a la tête brun et noir, la poitrine et le dos vert, les plumes sous-caudales rouges, le croupion bleu et les ailes sont un mélange de bleu, noir et blanc.

## Répartition et sous-espèces
Selon la classification de référence du Congrès ornithologique international (15.1, 2025) elle se répartit en six sous-espèces (ordre phylogénique) :
- P. s. cucullata  — Himalaya, Yunnan et Indochine à capuchon ;
- P. s. mulleri  — péninsule Malaise, Sumatra, Java et Bornéo ;
- P. s. bangkana  — Bangka et Belitung ;
- P. s. sordida  — Philippines ;
- P. s. palawanensis  — Palawan ;
- P. s. sanghirana  — îles Sangihe.

## Galerie

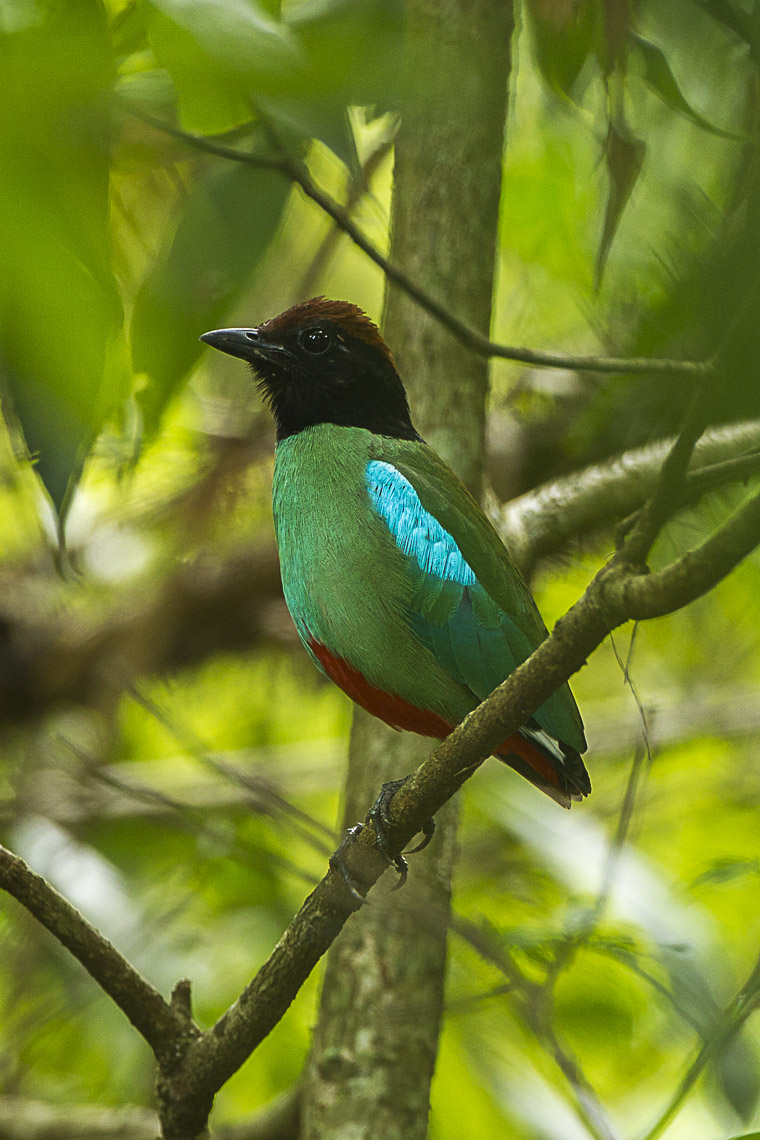
..au parc national de Khao Yai, Thaïlande
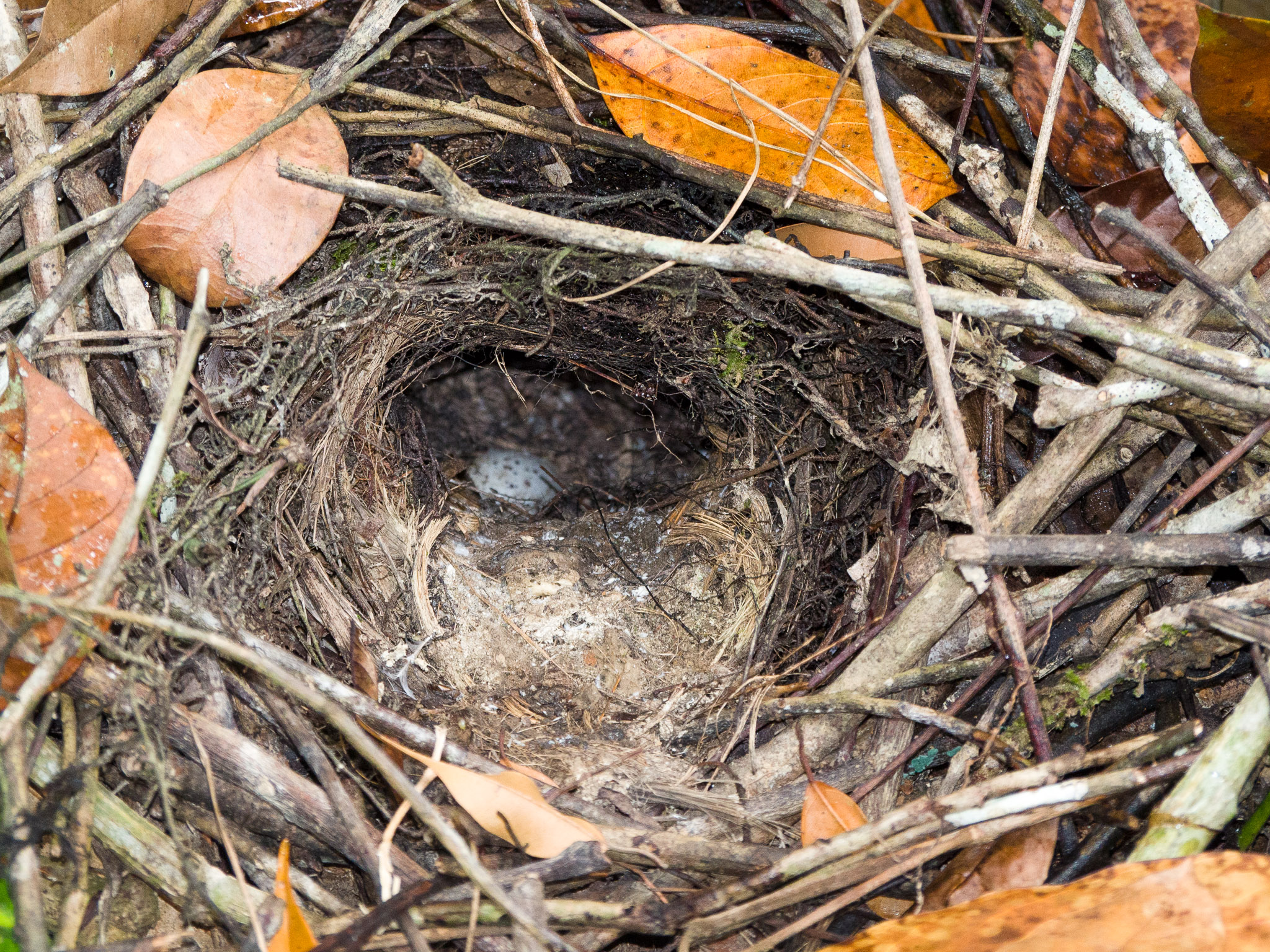
Nid avec un œuf, Sabah, île de Bornéo, Malaisie
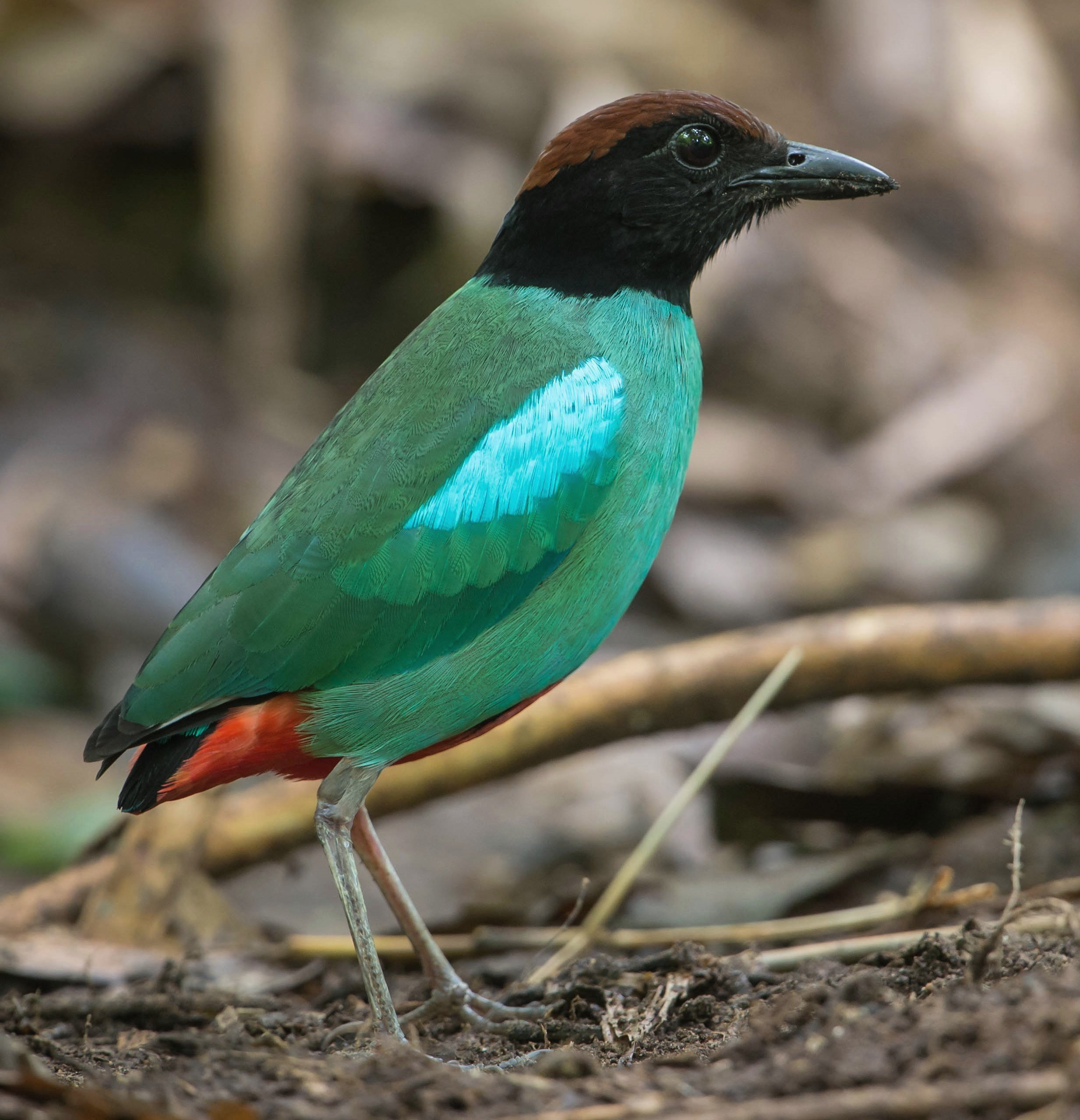
..au parc national de Kaeng Krachan, Thaïlande